# Államok vezetőinek listája 720-ban
Ezen az oldalon az i. sz. 720-ban fennálló államok vezetőinek névsora olvasható földrészek, majd országok szerinti bontásban.

## Európa
- Asztúriai Királyság
- Király: Pelagius (718–737)

- Bizánci Birodalom
  - Császár: III. León (717–741)

- Bolgár Kánság
  - Kán: Tervel (700–721)

- Frank Birodalom
  - Király: Király: II. Chilperic (715/716–721)
  - Bajor Hercegség: Theudebert (719–724)

- Longobárd Királyság
  - Király: Liutprand (712–744)
  - Beneventói Hercegség
    - Herceg: II. Romuald (706–731)

  - Friuli Hercegség
    - Herceg: Pemmo (706–739)

  - Spoletói Hercegség
    - Herceg: II. Faroald (703–720)
    - Herceg: II. Transamund (720–739)

- Velencei Köztársaság
  - Magister militum: Marcello Tegalliano (717–726)

- Vizigót Királyság
  - Király: Ardo (714–721)

### Britannia
- Dál Riata
  - Király: Selbach (700–723)

- Essexi Királyság
  - Király: Swæfberht (709–738)

- Gwynedd
  - Király: Idwal Iwrch ap Cadwaladr (682–720)
  - Király: Rhodri Molwynog ap Idwal (720–754)

- Kelet-angliai Királyság
  - Király: Ælfwald (713–749)

- Kenti Királyság
  - Király: Wihtred (691–725)

- Mercia
  - Király: Æthelbald (716–757)

- Northumbria
  - Király: Osric (718–729)

- Piktek
  - Király: Nechtan mac Derile (706–724)

- Strathclyde
  - Király: II. Beli (694–722)

- Wessexi Királyság
  - Király: Ine (688–726)

## Ázsia
- Csampa
  - Király: II. Vikrantavarman (687-741)

- Ibériai Királyság
  - Király: III. Guaram (692–748)

- India
  - Anuradhapura
    - Király: Manavamma (691-726)

  - Csálukja Birodalom
    - Király: Vidzsajaditja (696–733)

  - Karkota-dinasztia
    - Király: Tarapida (719–723)

  - Pallava
    - Király: II. Nandivarman (710–775)

  - Pándja-dinasztia
    - Király: Kocsadaijan Ranadhiran (710–735)

- Japán
  - Császárnő: Gensó (715–724)

- Kína (Tang-dinasztia)
  - Császár: Tang Hszüan-cung (712–756)

- Korea
  - Silla
    - Király: Szongdok (702–737)

  - Palhe
    - Király: Mu (719–738)

- Második Türk Kaganátus
  - Kagán: Bilge (717-734)

- Omajjád Kalifátus
  - Kalifa: II. Omár (717–720)
  - Kalifa: II. Jazíd (720–724)
  - Al-Andalusz
    - Kormányzó: asz-Szamh ibn Malik al-Havlani (719–721)

- Tibet
  - Király: Mé Akcom (704–755)

## Afrika
- Akszúmi Királyság
  - Akszúmi uralkodók listája
- Nekori Emirátus
  - Emír: I. Szálih ibn Manszúr (710–749)

## Amerika
- Copán
  - Király: Waxaklajuun Ub’aah K’awiil (695–738)
- Palenque
  - Helytartó: Xok (711–721)
- Tikal
  - Király: I. Jasaw Chan K’awiil (682–734)

## Egyházfő
- Pápa: II. Gergely (715–731)
- Konstantinápolyi pátriárka: I. Germanosz (715–730)

## Fordítás
- Ez a szócikk részben vagy egészben  a   Liste der Staatsoberhäupter 720 című német Wikipédia-szócikk ezen változatának fordításán alapul.  Az eredeti cikk szerkesztőit annak laptörténete sorolja fel. Ez a jelzés csupán a megfogalmazás eredetét és a szerzői jogokat jelzi, nem szolgál a cikkben szereplő információk forrásmegjelöléseként.